# Sjepseskare
Sjepseskare was een koning van de 5e dynastie. De koning is bekend onder andere namen: Sisires (Manetho). Zijn naam betekent: "Nobel is de ziel van Re". Hij is de zoon van Sahoere.

## Biografie
Sjepseskare is een van de kortstondige heersers van de 5e dynastie, sommige Egyptologen zoals Miroslav Verner menen, dat de koning maar een paar maanden heeft geregeerd. Dit is gebaseerd op de onafgemaakte piramide te Aboesir, de basis is maar deels gemaakt en de objecten met de naam van de koning. Toch staat in de Koningslijst van Turijn en die van Manetho dat de koning Egypte heeft geregeerd voor 18 jaar. Er zijn artefacten gevonden waaronder zegels van een zonnetempel.

## Bouwwerken
- Onvoltooid piramidecomplex in Aboesir
- Een mogelijke zonnetempel